# Liujiaqiao (sockenhuvudort i Kina, Jiangxi Sheng, lat 27,81, long 116,17)
Liujiaqiao är en sockenhuvudort i Kina. Den ligger i provinsen Jiangxi, i den sydöstra delen av landet, omkring 100 kilometer söder om provinshuvudstaden Nanchang. Antalet invånare är 18 791. Befolkningen består av 8 838 kvinnor och 9 953 män. Barn under 15 år utgör 29,0 %, vuxna 15-64 år 64 %, och äldre över 65 år 5,0 %.
Runt Liujiaqiao är det ganska tätbefolkat, med 111 invånare per kvadratkilometer. Närmaste större samhälle är Shangdundu, 18,5 km nordost om Liujiaqiao. Trakten runt Liujiaqiao består till största delen av jordbruksmark.
Genomsnittlig årsnederbörd är 2 281 millimeter. Den regnigaste månaden är juni, med i genomsnitt 426 mm nederbörd, och den torraste är oktober, med 17 mm nederbörd.